# Токівський замок

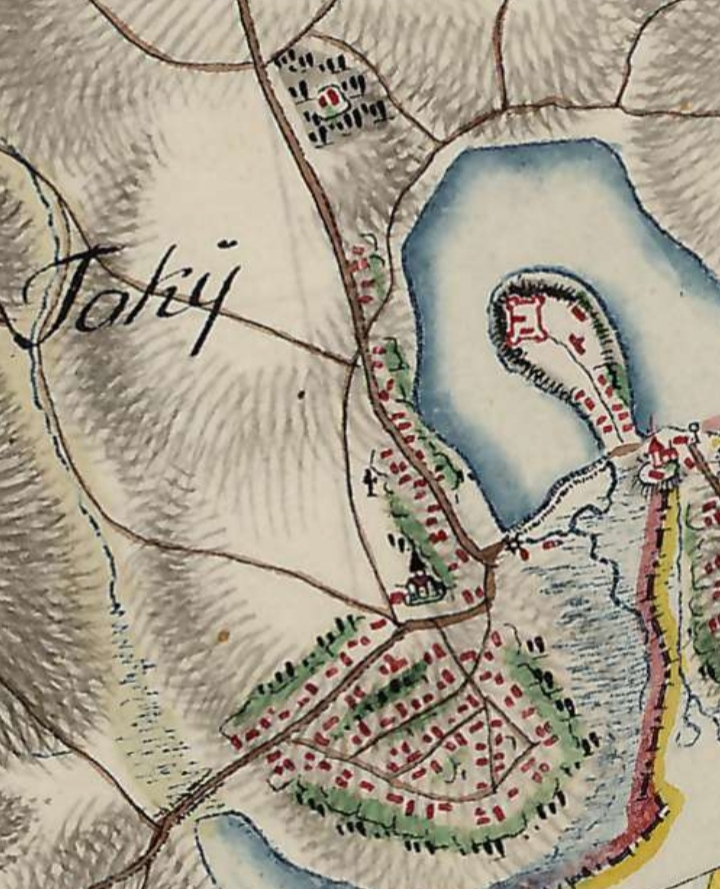
Токівський замок на мапі обер-лейтенанта Фрідріха фон Міґа кінець вісімнадцятого століття

Токі́вський за́мок (Ожиговецький замок) — пам'ятка архітектури місцевого значення, оборонна споруда в селі Токи, Підволочиський район, Тернопільська область. Розташований на вершині кам'яного пагорба, на острові (нині півострів), з усіх боків оточений широким ставом, утвореним на старому руслі річки Збруч. Планується відновлення вежі замку, де буде розташовано церкву ПЦУ. 
Мури замку — неправильний трикутник із трьома вежами на кутах; одна — п'ятикутна, дві — півкруглі. Кожна вежа мала в нижній частині два ряди стрільниць, верхні частини займали каземати. Доступ до фортеці здійснювався через підйомний міст, який охороняла ще одна — надворітна вежа.
Збудований наприкінці XVI століття брацлавським воєводою Янушем Збаразьким. Спорудження замку, який мав стратегічне значення, згадується в історичних джерелах кінця XVI — початку XVII століття. Сама місцевість наче запрошувала побудувати над Збручем укріплення, яке б служило надійним захистом від ворогів. Щоб надати споруді могутності і неприступності, перед замком вибрали стільки землі і каменю, що води ставу підступили до самих кам'яних скель, використаних як фундамент. Башти замку з'єднувалися між собою оборонними мурами.
1631—1744 належав Вишневецьким, після смерті останнього представника роду — Чарнецьким і Матковським.
Фортеца виконала своє призначення. Вона витримала кілька масивних нападів татар, захистила населення міста, і лише війська Богдана Хмельницького здобули її у 1648 році.
1648 Токівський замок захопило козацьке військо, 1675 — зруйнували турки.
У 1772 році за першого поділу Польщі фортеця разом із передмістям Токів відійшла до Австрії.
Відбудовувався і утримувався в належному стані до кінця XVIII століття. Із втратою оборонного значення 2 вежі й значну частину мурів поступово розібрали на господарські потреби. Східну башту до основи розібрали під час Першої світової війни (під час перебування російської армії проклали дорогу між Волочиськом і Підволочиськом), а західну вже в 1950-х роках. У ХІХ столітті замок зовсім занепав. Нині збереглися руїни п'ятикутної вежі й частина фортечного муру. Збереглися перекази про підземний перехід до замку від Яхновецького лісу. Він був у висоту майже на повний зріст людини і на його стінах на певній відстані одна від одної розміщувались чаші, у які вставляли смолоскипи у вигляді теперішніх свічок для освітлення. Ще й досі у різних місцях Ожиговець дають про себе знати ями, льохи, підземні ходи.

## Світлини

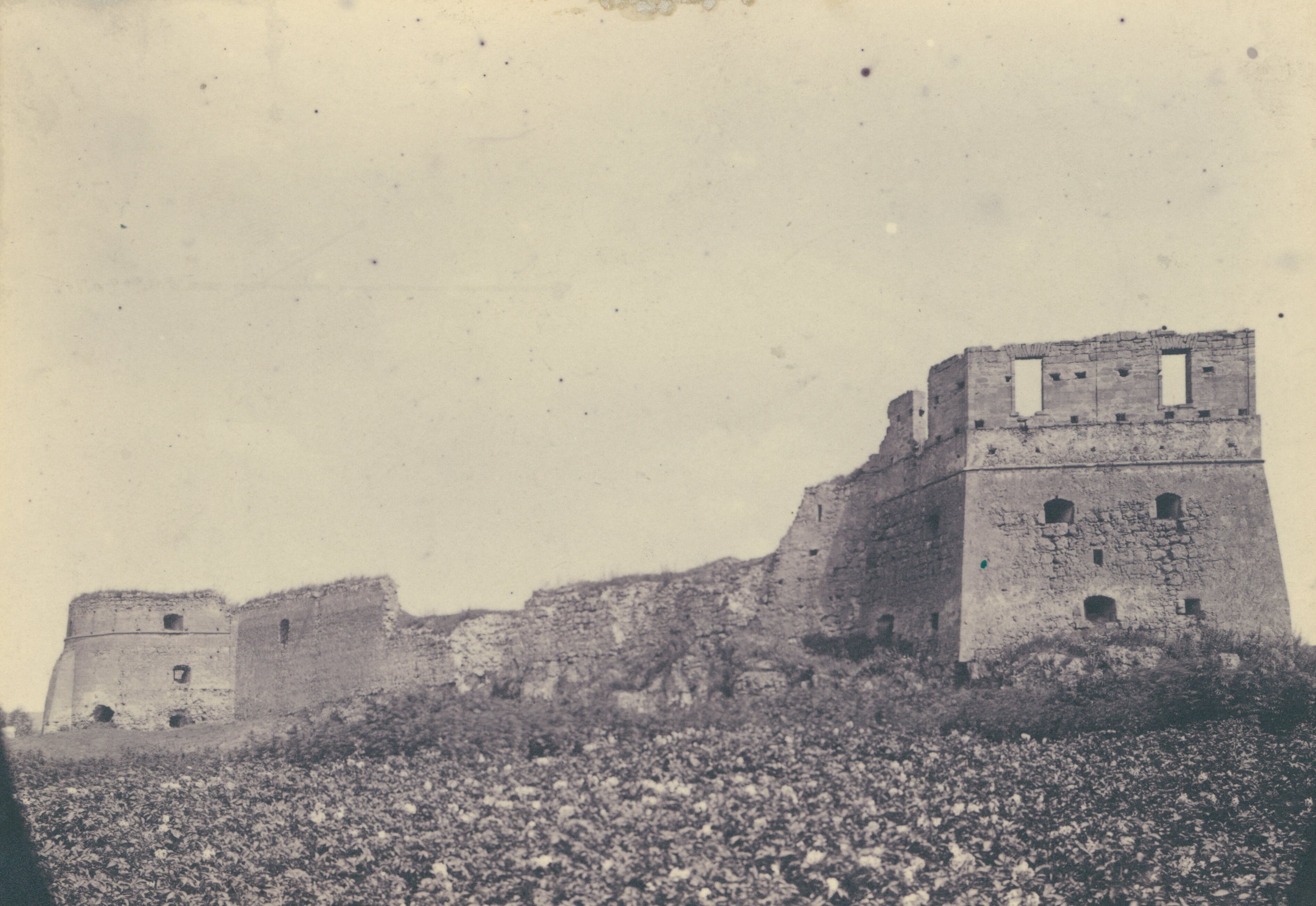
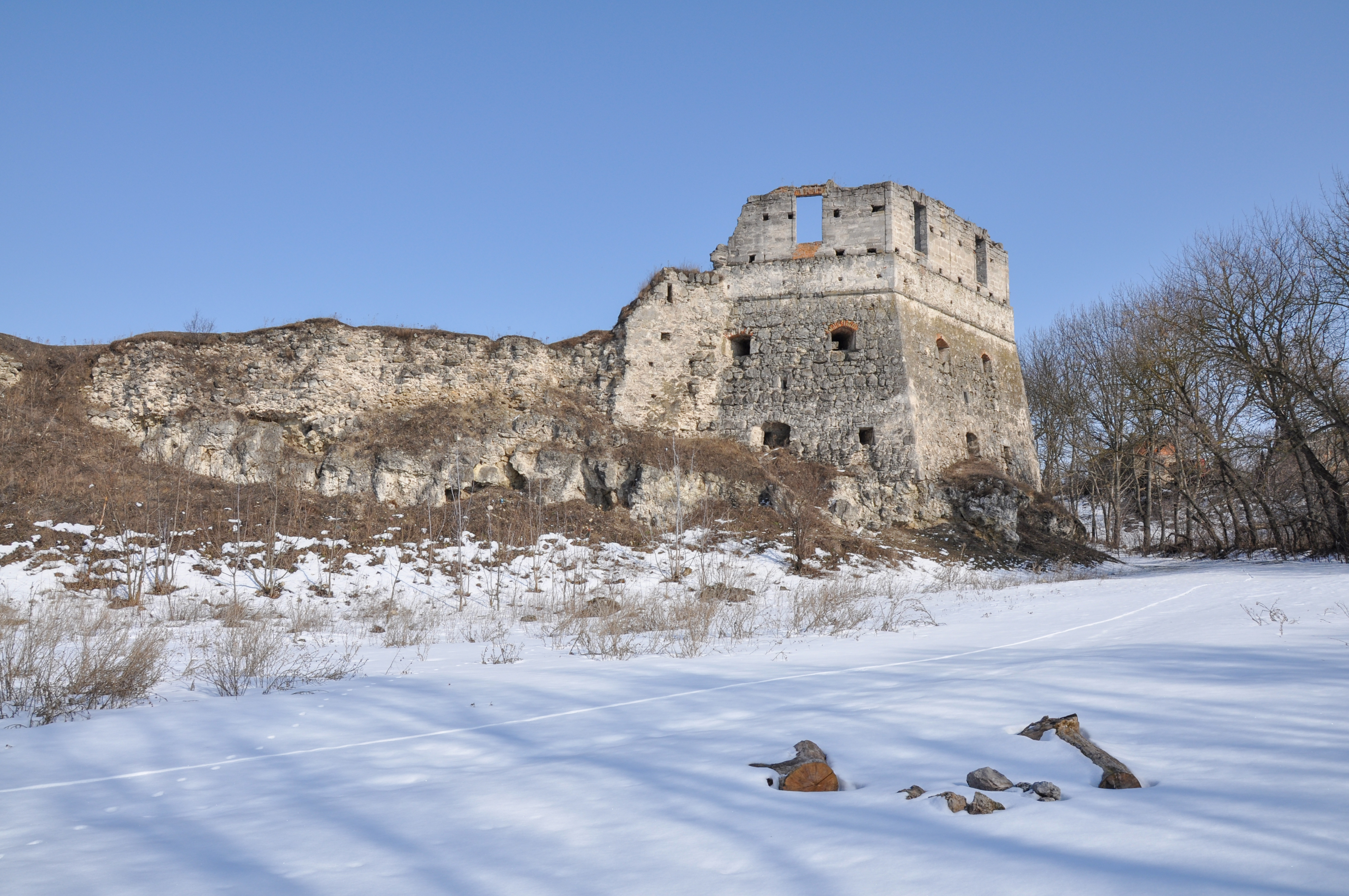
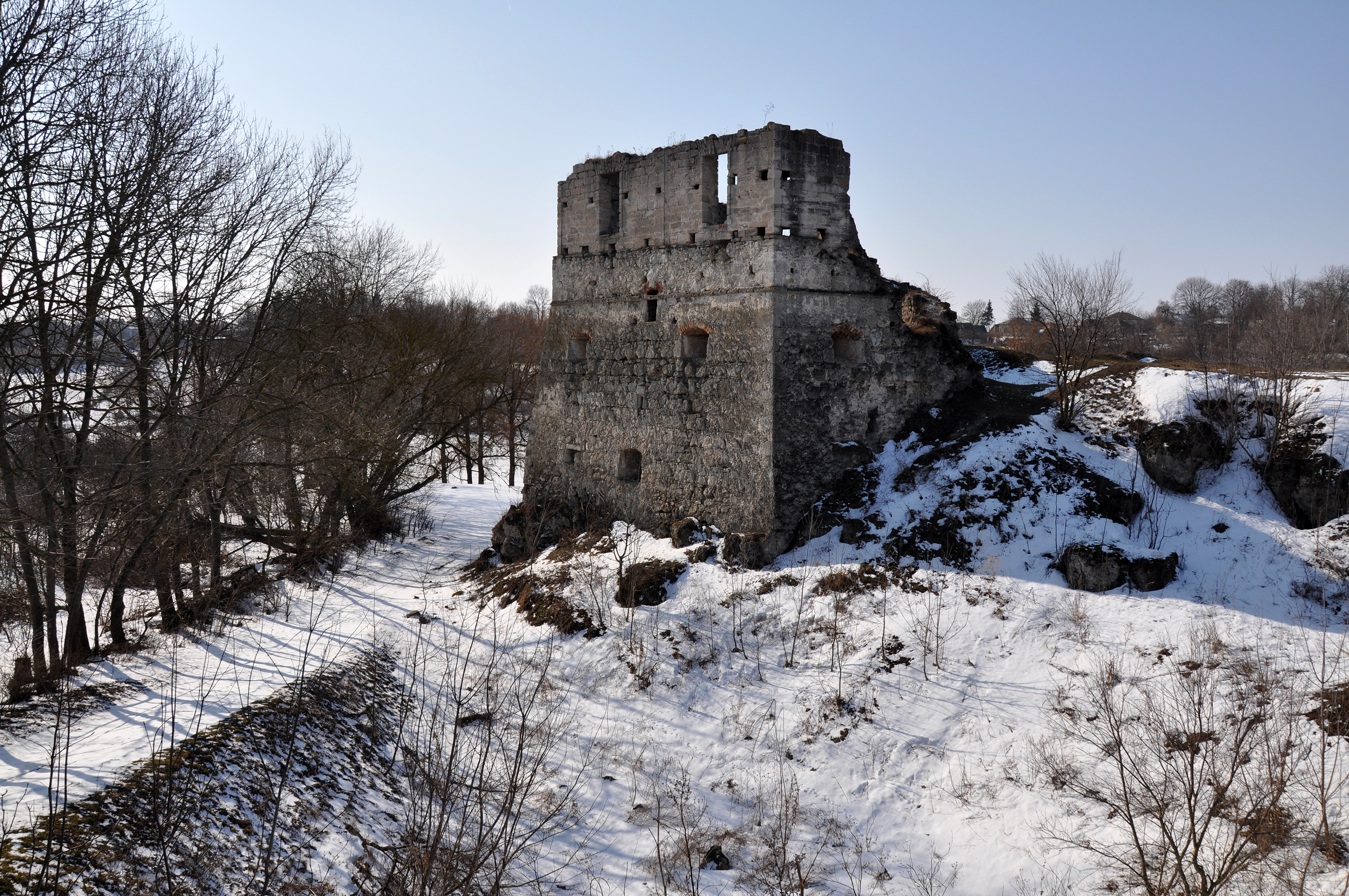
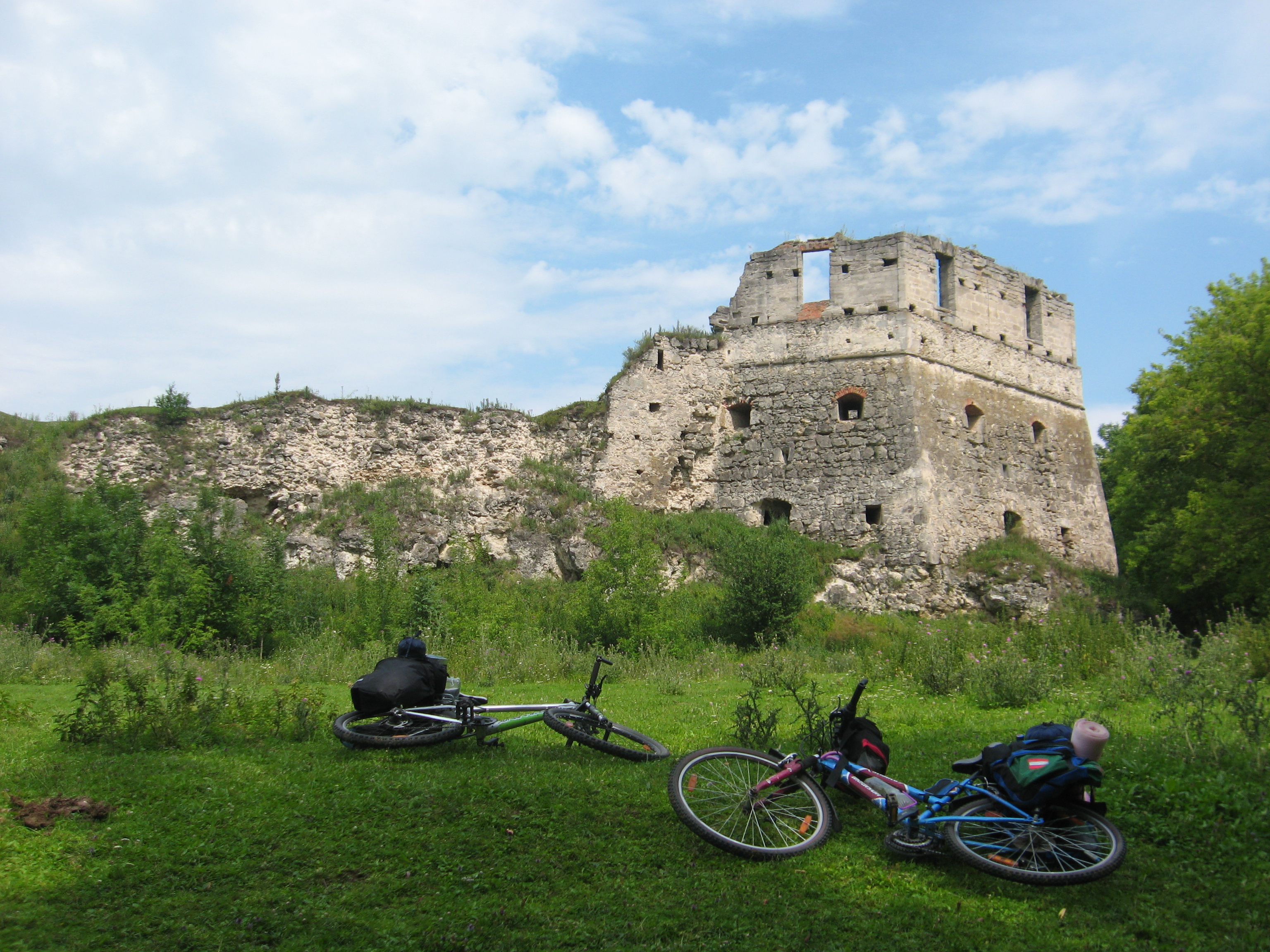
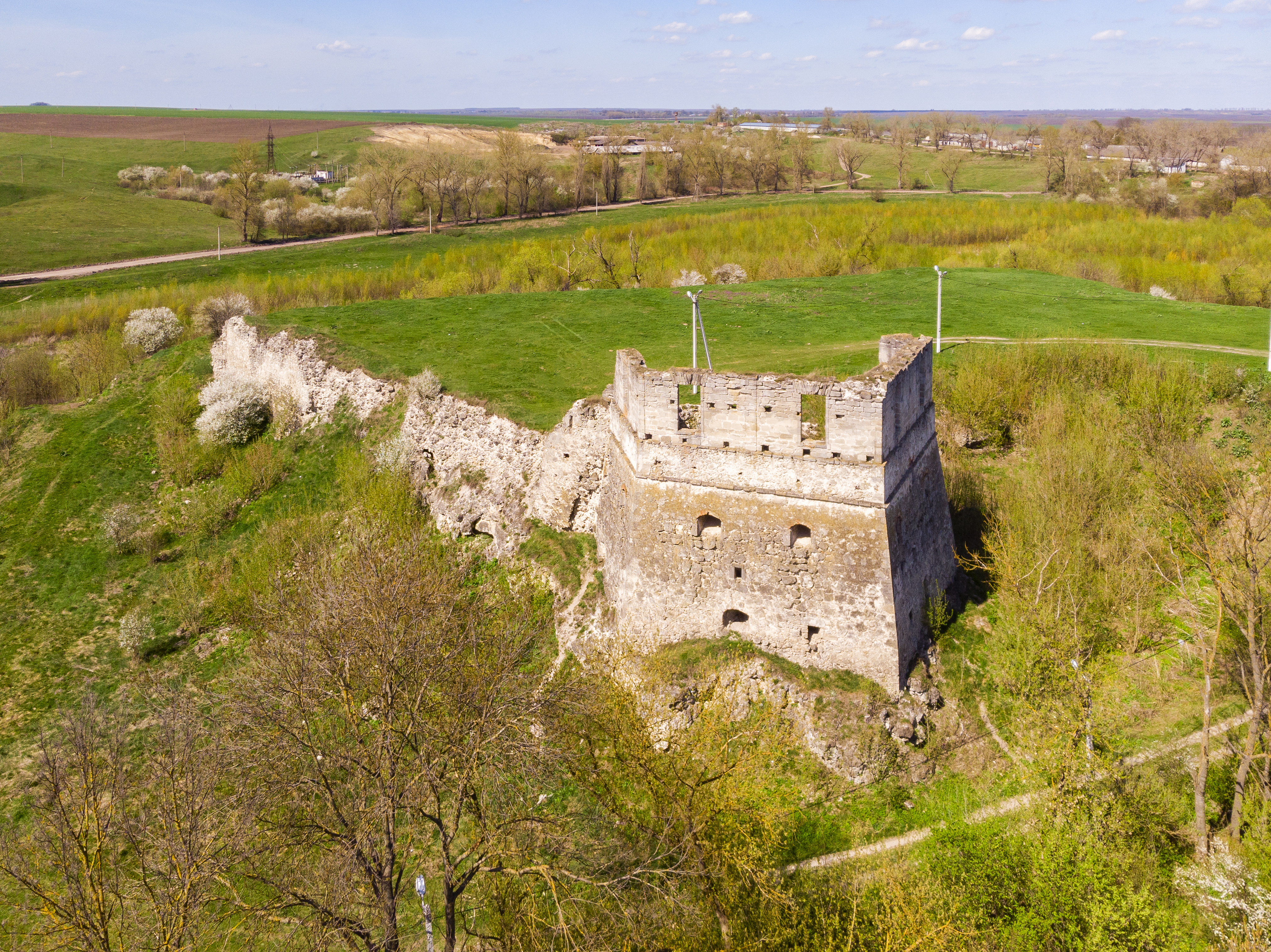